# Nederlandse kampioenschappen indooratletiek 1992
De Nederlandse kampioenschappen indooratletiek 1992 werden op 15 en 16 februari in de Houtrusthallen in Den Haag gehouden.

## Uitslagen

### 60 m
| rang   | atleet         | prestatie |
| ------ | -------------- | --------- |
| Goud   | Frank Perri    | 6,78 s    |
| Zilver | Paul Franklin  | 6,87 s    |
| Brons  | Dennis Tilburg | 6,91 s    |

| rang   | atlete             | prestatie |
| ------ | ------------------ | --------- |
| Goud   | Petra Huybrechtse  | 7,36 s    |
| Zilver | Jacqueline Poelman | 7,43 s    |
| Brons  | Karin de Lange     | 7,47 s    |

### 200 m
| rang   | atleet            | prestatie |
| ------ | ----------------- | --------- |
| Goud   | Frank Perri       | 21,58 s   |
| Zilver | René Dhore        | 22,02 s   |
| Brons  | Cees van Gelderen | 22,21 s   |

| rang   | atlete              | prestatie |
| ------ | ------------------- | --------- |
| Goud   | Gretha Tromp        | 23,56 s   |
| Zilver | Karin de Lange      | 23,94 s   |
| Brons  | Karen van der Kooij | 24,65 s   |

### 400 m
| rang   | atleet            | prestatie |
| ------ | ----------------- | --------- |
| Goud   | Erik van der Veen | 48,13 s   |
| Zilver | Jan Abma          | 48,57 s   |
| Brons  | Eric Roeske       | 48,64 s   |

| rang   | atlete          | prestatie |
| ------ | --------------- | --------- |
| Goud   | Gretha Tromp    | 53,45 s   |
| Zilver | Ester Goossens  | 55,38 s   |
| Brons  | Yvonne van Dorp | 55,39 s   |

### 800 m
| rang   | atleet      | prestatie |
| ------ | ----------- | --------- |
| Goud   | Léon Haan   | 1.49,56   |
| Zilver | Oscar Terol | 1.50,09   |
| Brons  | Ted Smit    | 1.51,63   |

| rang   | atlete          | prestatie |
| ------ | --------------- | --------- |
| Goud   | Letitia Vriesde | 2.01,88   |
| Zilver | Stella Jongmans | 2.03,45   |
| Brons  | Krista Aukema   | 2.04,21   |

### 1500 m
| rang   | atleet        | prestatie |
| ------ | ------------- | --------- |
| Goud   | Léon Haan     | 3.51,22   |
| Zilver | Joost la Lau  | 3.51,29   |
| Brons  | André Hermsen | 3.51,90   |

| rang   | atlete          | prestatie |
| ------ | --------------- | --------- |
| Goud   | Letitia Vriesde | 4.16,08   |
| Zilver | Elly van Hulst  | 4.17,99   |
| Brons  | Stella Jongmans | 4.21,52   |

### 3000 m
| rang   | atleet               | prestatie |
| ------ | -------------------- | --------- |
| Goud   | Henk Gommer          | 8.04,84   |
| Zilver | Berthold Berger      | 8.11,98   |
| Brons  | Peter van der Velden | 8.23,64   |

| rang   | atlete                | prestatie |
| ------ | --------------------- | --------- |
| Goud   | Elly van Hulst        | 9.00,91   |
| Zilver | Marianne van de Linde | 9.32,21   |
| Brons  | Gretha Jansen         | 9.48,01   |

### 5000 m snelwandelen
| rang   | atleet          | prestatie |
| ------ | --------------- | --------- |
| Goud   | Harold van Beek | 20.54,66  |
| Zilver | Ton van Andel   | 21.25,49  |
| Brons  | Henk Plasman    | 22.27,15  |

### 60 m horden
| rang   | atleet          | prestatie |
| ------ | --------------- | --------- |
| Goud   | Robert de Wit   | 8,02 s    |
| Zilver | Ruud van Maurik | 8,07 s    |
| Brons  | Marcel Roosen   | 8,17 s    |

| rang   | atlete                  | prestatie |
| ------ | ----------------------- | --------- |
| Goud   | Petra Huybrechtse       | 8,33 s    |
| Zilver | Ine Langenhuizen        | 8,33 s    |
| Brons  | Marianne de la Houssaye | 8,66 s    |

### hoogspringen
| rang   | atleet          | prestatie |
| ------ | --------------- | --------- |
| Goud   | Sven Ootjers    | 2,14 m    |
| Zilver | Björn Groen     | 2,11 m    |
| Brons  | Norman van Mook | 2,08 m    |

| rang   | atlete                | prestatie |
| ------ | --------------------- | --------- |
| Goud   | Anouk van Diessen     | 1,81 m    |
| Zilver | Monique van der Weide | 1,81 m    |
| Zilver | Anoeschka Daans       | 1,78 m    |

### hink-stap-springen
| rang   | atleet            | prestatie |
| ------ | ----------------- | --------- |
| Goud   | Paul Lucassen     | 15,67 m   |
| Zilver | Gregory Lede      | 15,13 m   |
| Brons  | Peter van Leeuwen | 14,80 m   |

| rang   | atlete            | prestatie |
| ------ | ----------------- | --------- |
| Goud   | Wendy Schaareman  | 12,10 m   |
| Zilver | Ingrid van Lingen | 12,06 m   |
| Brons  | Silvie Ratten     | 11,66 m   |

### polsstokhoogspringen
| rang   | atleet         | prestatie |
| ------ | -------------- | --------- |
| Goud   | Laurens Looije | 5,20 m    |
| Zilver | Arno Tavenier  | 5,00 m    |
| Brons  | Marcel Dost    | 4,90 m    |

### verspringen
| rang   | atleet           | prestatie |
| ------ | ---------------- | --------- |
| Goud   | Frans Maas       | 7,87 m    |
| Zilver | Emiel Mellaard   | 7,84 m    |
| Brons  | Ellsworth Manuel | 7,41 m    |

| rang   | atlete                | prestatie |
| ------ | --------------------- | --------- |
| Goud   | Mieke van der Kolk    | 6,20 m    |
| Zilver | Anja Mulder           | 6,00 m    |
| Brons  | Pauline van der Roest | 5,92 m    |

### kogelstoten
| rang   | atleet        | prestatie |
| ------ | ------------- | --------- |
| Goud   | Erik de Bruin | 19,82 m   |
| Zilver | Rob Bakker    | 16,65 m   |
| Brons  | Ben Vet       | 16,39 m   |

| rang   | atlete                | prestatie |
| ------ | --------------------- | --------- |
| Goud   | Linda Tukkers         | 14,63 m   |
| Zilver | Jannet van Noord      | 14,38 m   |
| Brons  | Mirjam van der Bremen | 14,11 m   |

1969 · 
1970 · 
1971 · 
1972 · 
1973 · 
1974 · 
1975 · 
1976 · 
1977 · 
1978 · 
1979 ·
1980 · 
1981 · 
1982 · 
1983 · 
1984 · 
1985 · 
1986 · 
1987 · 
1988 · 
1989 · 
1990 · 
1991 · 
1992 · 
1993 · 
1994 · 
1995 · 
1996 · 
1997 · 
1998 · 
1999 · 
2000 · 
2001 · 
2002 · 
2003 · 
2004 · 
2005 · 
2006 · 
2007 · 
2008 · 
2009 · 
2010 · 
2011 · 
2012 · 
2013 · 
2014 ·
2015 ·
2016 ·
2017 ·
2018 ·
2019 · 
2020 · 
2021 · 
2022 · 
2023 · 
2024 · 
2025